# Cetorhinus
Famille
Genre
Cetorhinus est un genre de poissons cartilagineux de l'ordre des Lamniformes et unique membre de la famille des Cetorhinidae.
Il ne comporte aujourd'hui plus qu'une espèce, le Requin pèlerin (Cetorhinus maximus), mais une espèce fossile est également connue, Cetorhinus parvus.